# Église Saint-Césaire de Nanteau-sur-Lunain
L’église Saint-Césaire, ou église Notre-Dame-de-l'Assomption, est située à Nanteau-sur-Lunain dans le département français de Seine-et-Marne, en région Île-de-France.

## Historique

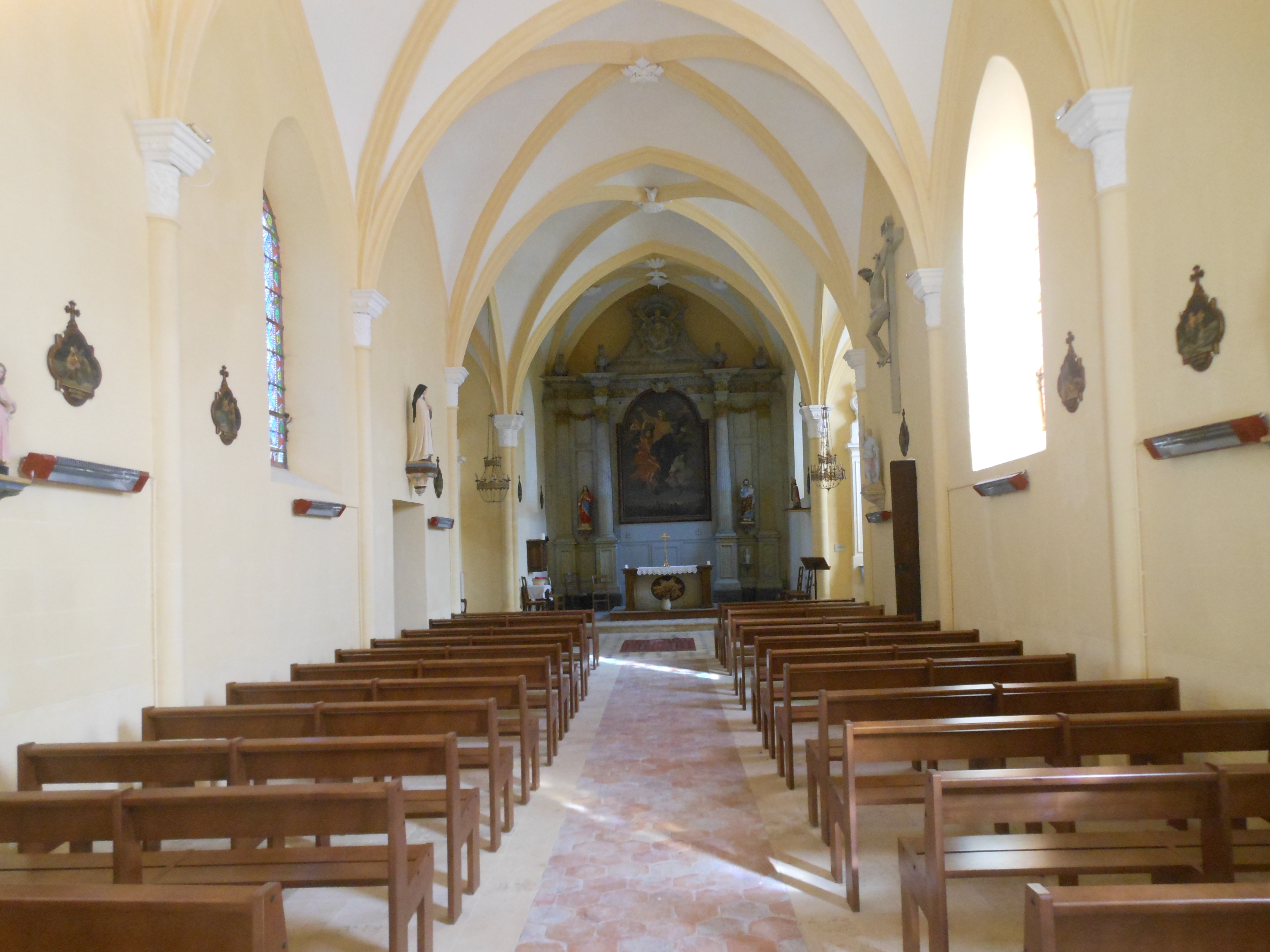
Intérieur de l'église.

Sa construction remontant au XVIe siècle av. J.-C. est liée aux ravages de la guerre de Cent Ans.
Elle a été restaurée plusieurs fois au XIXe siècle, notamment le clocher reconstruit en 1867 par le comte de La Tour du Pin. 

## Architecture
Elle comporte une nef rectangulaire avec un chevet carré et deux chapelles latérales.

## Mobilier

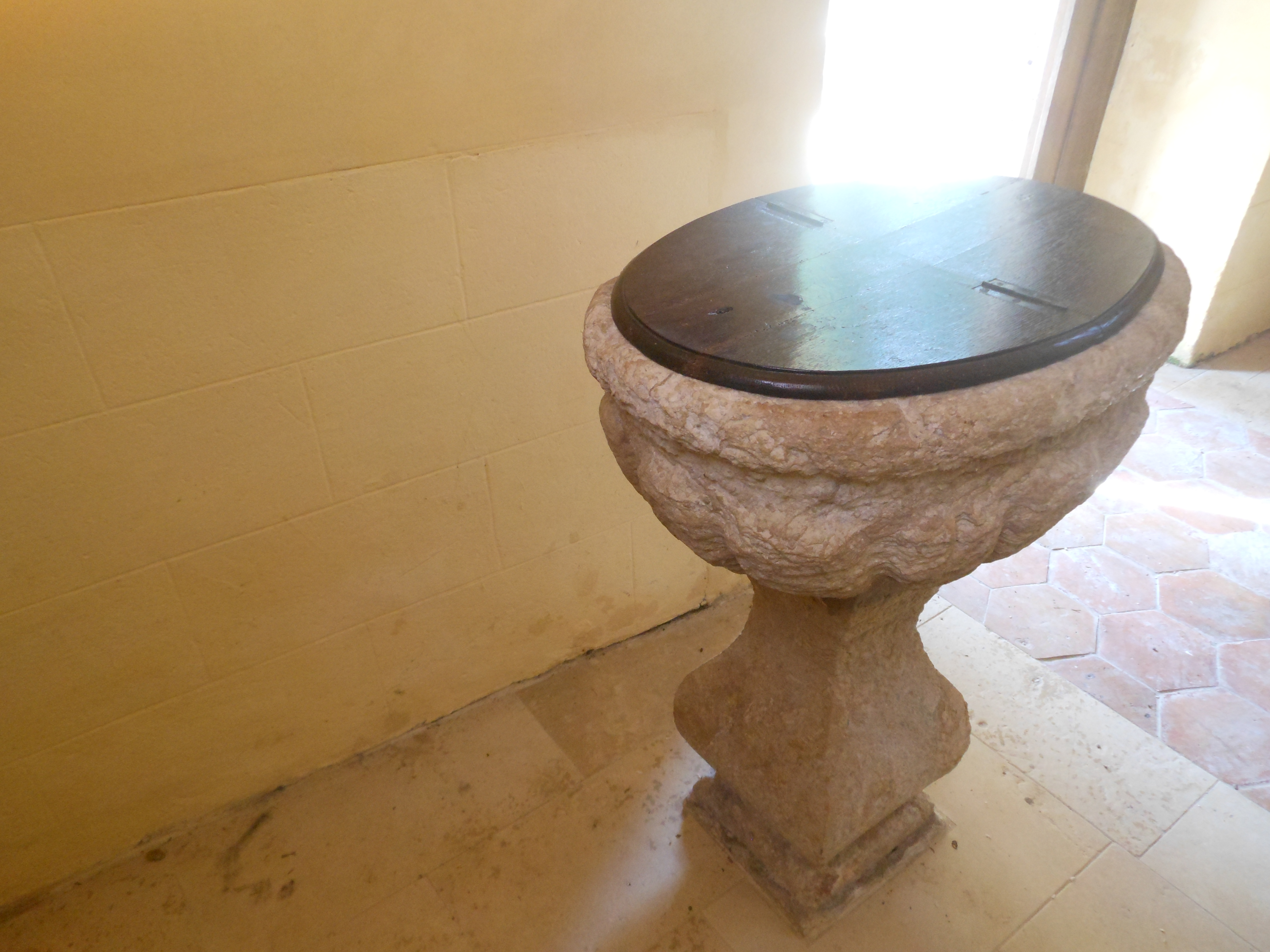
Fonts baptismaux.

L’église comporte de beaux vitraux et la châsse de saint Césaire de Terracina. On y trouve de plus une statue de chêne représentant la  Vierge à l’Enfant ainsi que des fonts baptismaux en pierre, tous datant de la fin du XVIIe siècle.